# リッツァーノ
リッツァーノ（イタリア語: Lizzano）は、イタリア共和国プッリャ州ターラント県にある、人口約9,900人の基礎自治体（コムーネ）。

## 地理

### 位置・広がり
ターラント県東部に位置するコムーネで、リッツァーノの市街は県都ターラントから南東へ約19km、ブリンディジから南西へ約50km、レッチェから西へ約62km、州都バーリから南東へ約94kmの距離にある。

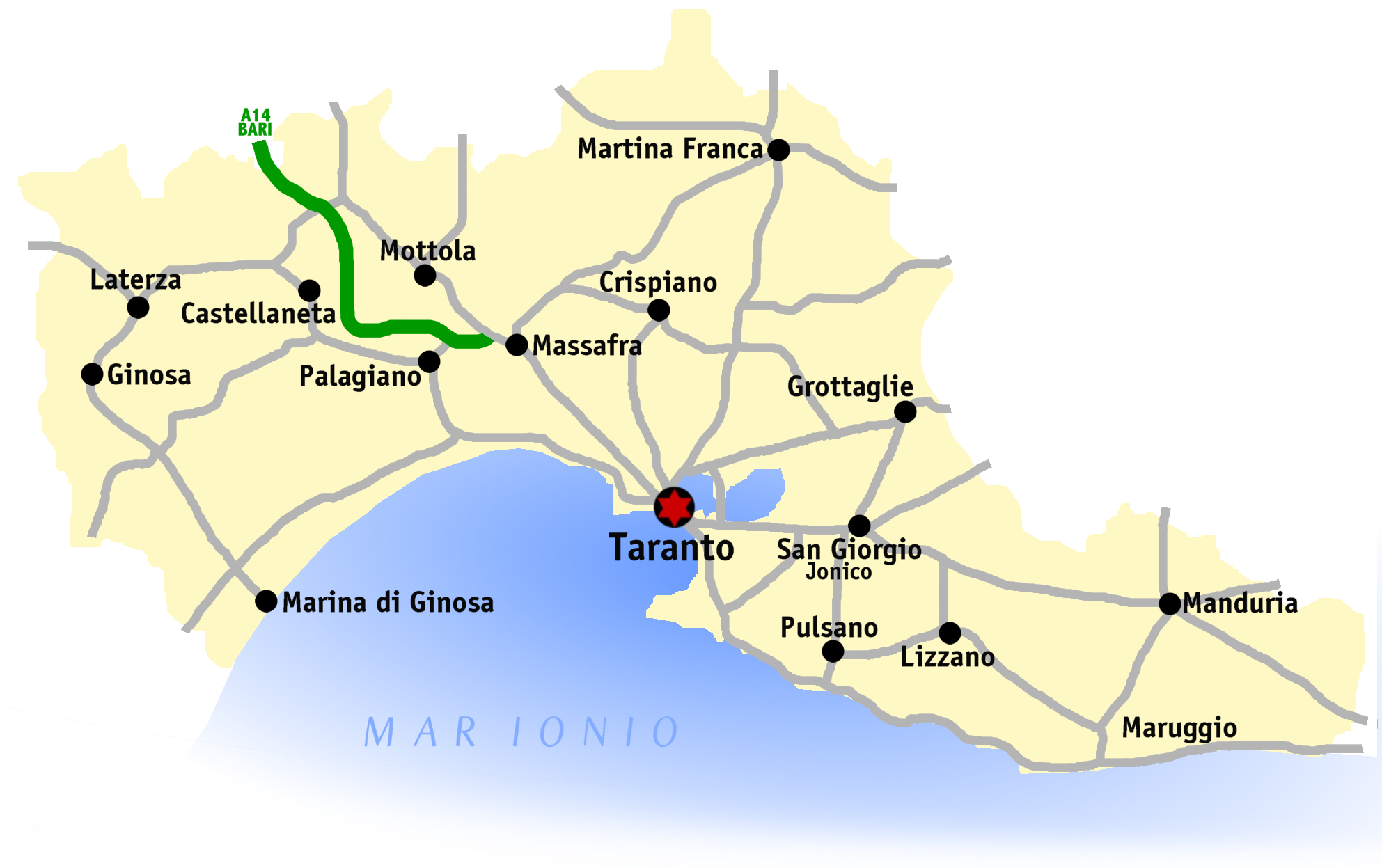
ターラント県概略図

#### 隣接コムーネ
隣接するコムーネは以下の通り。
- フラガニャーノ - 北
- サーヴァ - 東
- トッリチェッラ - 南東
- ターラント（飛地） - 南西・北西
- ファッジャーノ - 西